# Saint George’s Harbour

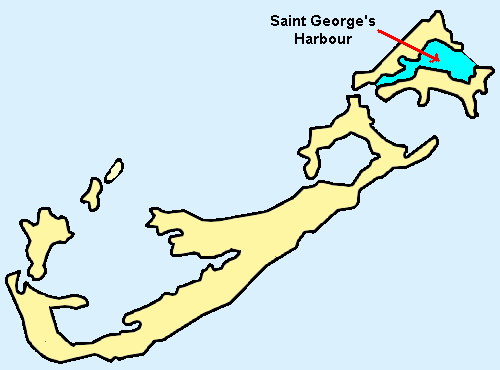
Lage des Saint George’s Harbour

Saint George’s Harbour ist eine Bucht im Nordosten der atlantischen Inselgruppe Bermuda.
Die etwa 3,5 km² große Bucht liegt zwischen der Südküste von Saint George’s Island und der Nordküste von Saint David’s Island.
Koordinaten: 32° 22′ 26″ N, 64° 40′ 32″ W